# Nick Minnerath
Nicolas « Nick » Lake Scott Minnerath, né le 11 août 1989 à Truro au Massachusetts, est un joueur américain de basket-ball.

## Biographie
Il s'engage le 30 août 2013 avec le Obradoiro CAB.
Il s'engage le 14 janvier 2014 avec le STB Le Havre.
Il s'engage le 24 juillet 2014 avec le Cholet Basket.
Il s'engage le 28 septembre 2015 avec les Cavaliers de Cleveland mais il est délié de son contrat le 22 octobre suivant, après 3 rencontres de pré-saison.
Il s'engage le 30 octobre 2015 avec le Charge de Canton.
Il s'engage le 15 juillet 2016 avec le Avtodor Saratov. Minnerath participe à la Ligue des champions 2016-2017 avec l'Avtodor Saratov et termine meilleur marqueur de la compétition.
Il s'engage le 18 juillet 2017 avec le Shanghai Sharks.